# Turbinenhalle Oberhausen

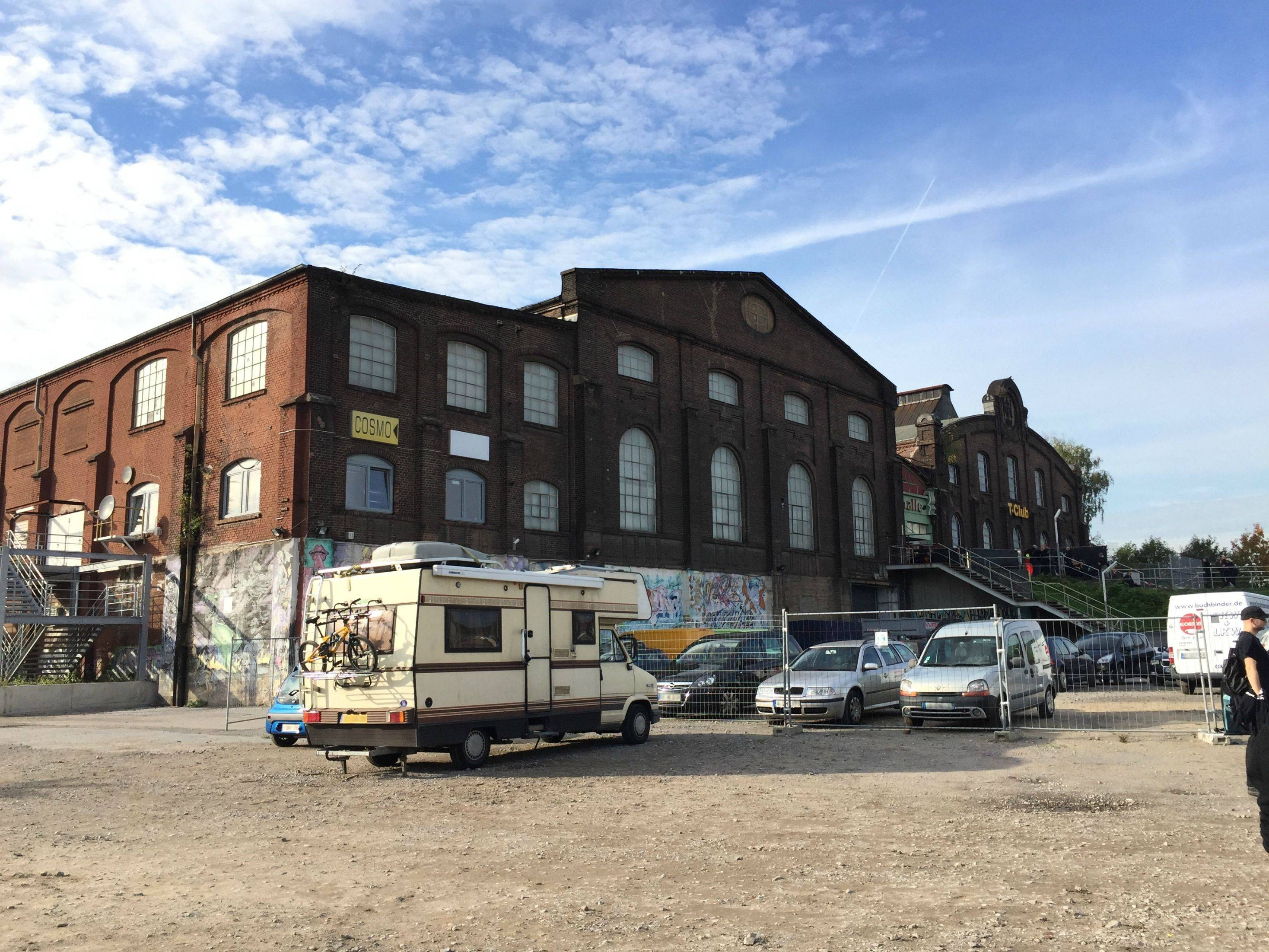
Turbinenhalle im Oktober 2014

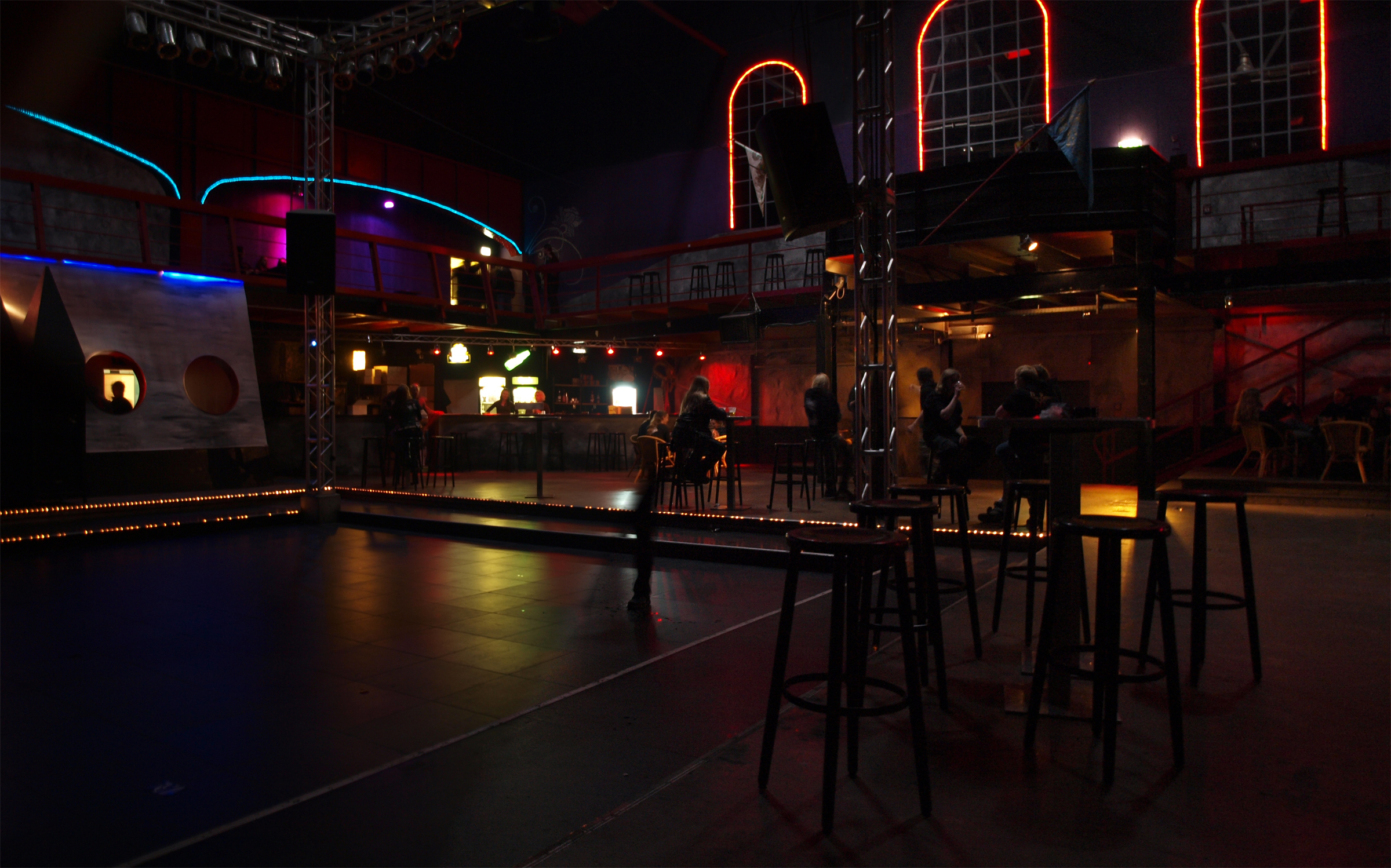
Diskothek T-Club im Innern

Die ehemalige Turbinenhalle der Gutehoffnungshütte (GHH) in Oberhausen wird heute in erster Linie als Konzert- und Veranstaltungshalle genutzt.
Der im Jahr 1909 errichtete Komplex aus zwei miteinander verbundenen Hallen diente der Erzeugung von Strom und Druckluft zur Versorgung der Eisenhütte II, einem Betriebsteil der GHH mit vier Hochöfen. 
Die nach dem Rückzug der Stahlindustrie aus Oberhausen in den 1980er Jahren ungenutzte Halle wurde erstmals 1993 als Diskothek eröffnet und seither mehrfach umgebaut. Die Turbinenhalle liegt unmittelbar an der Bahnstrecke Duisburg–Dortmund, der Ruhrgebietsstrecke der ehemaligen Köln-Mindener Eisenbahn-Gesellschaft.
Die Turbinenhalle ist ein Haltepunkt der Route der Industriekultur.

## Veranstaltungen
Es finden Konzerte und Events mit nationalen und internationalen Künstlern statt.

Unter anderem traten in der Turbinenhalle Oberhausen auf:
| - Alligatoah - Amon Amarth - Broilers - Bullet for My Valentine - Bushido - Caliban - Children of Bodom - Dame - Der W - Die Ärzte - Die Lochis | - Eisbrecher - Exodus - Flogging Molly - Frei.Wild - Heaven Shall Burn - Helloween - In Flames - J.B.O. - Jörg Bausch - Kevin Russell - Lacrimosa | - Kreator - K.I.Z - Korn - Michael Wendler - Nazareth - Parkway Drive - Peter Frampton - Powerwolf - Rammstein - Rob Zombie - Sabaton - Schandmaul | - Ska-P - Ski Aggu - Sodom - Status Quo - Subway to Sally - The Black Dahlia Murder - Trivium - Tyga - Unheilig - Uriah Heep - Völkerball - War from a Harlots Mouth |

Mehrere Jahre lang fand an Ostern die hauptsächlich auf Hardstyle und Hands up ausgelegte Veranstaltung EasterRave sowie an Halloween das Harder Styles Event "Pumpkin" statt. Seit 2022 wird zweimal im Jahr die ebenfalls auf Elektronische Tanzmusik ausgelegte Veranstaltungsreihe Trance Signal ausgetragen, 2023 und 2024 war dies, wie beim ehemaligen EasterRave, an Karsamstag der Fall, ein weiterer Termin wird meistens im September oder Oktober angeboten. Im Rahmen dieser Veranstaltung traten u. a. auf:
- Nifra
- Alex M.O.R.P.H.
- Talla 2XLC

Die Turbinenhalle Oberhausen ist zudem regelmäßiger Veranstaltungsort der deutschen Wrestling-Promotion Westside Xtreme Wrestling sowie zahlreicher Conventions.